# Coryphopteris quaylei
Coryphopteris quaylei är en kärrbräkenväxtart som först beskrevs av E. Brown, och fick sitt nu gällande namn av Holtt. Coryphopteris quaylei ingår i släktet Coryphopteris och familjen Thelypteridaceae. Inga underarter finns listade.